# Hintersdorf (Herrschaft)
Die Herrschaft Hintersdorf war eine Grundherrschaft im Viertel ober dem Wienerwald im Erzherzogtum Österreich unter der Enns, dem heutigen Niederösterreich.

## Ausdehnung
Die Herrschaft, welcher auch Hadersfeld mit den Ämtern Kirchbach und Steinriegl angehörte, die davor mit der Herrschaft Judenau vereinigt waren, umfasste zuletzt die Ortsobrigkeit über Hadersfeld, Hintersdorf, Oberkirchbach, Unterkirchbach und Steinriegl. Der Sitz der Verwaltung befand sich in Hintersdorf.

## Geschichte
Der letzte Inhaber der Allodialherrschaft war Alois Josef Fürst von und zu Liechtenstein, als infolge der Reformen 1848/1849 die Herrschaft aufgelöst wurde.